# لغة ألطاي
لغة ألطاي هي إحدى اللغات أتراكية وهي اللغة الرسمية في جمهورية ألطاي،روسيا.يتحدثها حوالي 55,720 نسمة (2010).